# Nyctiophylax curvus
Nyctiophylax curvus là một loài Trichoptera hóa thạch trong họ Polycentropodidae.